# Ernst Grenander
Ernst Magnus Grenander, född den 	20 januari 1856 i Norrköping, död den 22 januari 1926 i Smedjebacken, Norrbärke församling, Kopparbergs län, var en svensk jurist.
Grenander blev student vid Uppsala universitet 1874 och avlade juris utriusque kandidatexamen där 1888. Han blev vice häradshövding 1890 och var häradshövding i Smedjebackens domsaga från 1901 till sin död. Grenander blev riddare av Nordstjärneorden 1912.